# La storia di Christine
La storia di Christine (Christine) è un romanzo epistolare della scrittrice Elizabeth von Arnim, pubblicato nel 1917 con lo pseudonimo di Alice Cholmondeley.

## Trama
Gli eventi del romanzo sono esposti in una serie di lettere scritte alla propria madre da Christine Cholmondeley, una giovane inglese studentessa di musica che si è recata a Berlino per studiare con Kloster, un illustre violinista tedesco, poche settimane prima dell'inizio della prima guerra mondiale che vide Germania e Inghilterra su fronti contrapposti. Nel prologo, datato maggio 1917, l'autrice anticipa che Christine, la sua unica figlia, è morta di polmonite in un ospedale di Stoccarda l'8 agosto 1914 a causa della guerra. Nelle lettere, scritte da Christine dal 28 maggio 1914 (giorno dell'arrivo a Berlino dall'Inghilterra) al 6 agosto 1914 (quando la ragazza riferisce di non aver potuto prendere il treno che l'avrebbe condotta nella neutrale Svizzera) Christine racconta alla madre il suo affetto filiale, le speranze per il futuro e le sue impressioni sulla Germania e sui tedeschi. In Germania Christine viene apprezzata da Kloster e si fidanza con Bernd von Inster, un giovane ufficiale aristocratico prussiano amante della musica. Non altrettanto amichevoli sono invece i rapporti con la maggior parte dei tedeschi, descritti dalla ragazza come eccessivamente formali, ossequenti alle autorità, nazionalisti, xenofobi e inclini alla guerra.

## Accoglienza e aspetti autobiografici
Christine uscì nel 1917, anno in cui le forze alleate si sforzavano di ottenere la partecipazione alla guerra degli Stati Uniti, fino ad allora neutrali. Il romanzo epistolare della Arnim era emotivamente coinvolgente, tanto che numerosi lettori lo considerarono come un documento vero e non come un'opera di fantasia: l'opera veicolava l'idea che il popolo tedesco, ritenuto fino ad allora dall'opinione pubblica americana succube del militarismo del governo tedesco, fosse in realtà aggressivo, xenofobo e militarista in accordo con le tendenze del proprio governo. La vicenda narrata in Christine ha inoltre numerose somiglianze con quella di una figlia dell'autrice, Felicitas Joyce von Arnim-Schlagenthin, detta Queekie, la quale morì appena sedicenne il 3 giugno 1916 a Brema, in Germania, dove si era recata per perfezionarsi negli studi musicali. Il libro ebbe in Inghilterra un successo straordinario alla sua uscita e in pochi mesi ne vennero approntate otto edizioni.

## Edizioni
- Alice Cholmondeley, Christine, London: Macmillan & Co. 1917; New York: Grosset & Dunlap, 1917
- Elizabeth Von Arnim, La storia di Christine: romanzo; traduzione di Simona Garavelli, Torino: Bollati Boringhieri, 2009, 148 p.; ISBN 978-88-339-2020-7